# Meunasah Tutong (Ingin Jaya)
Meunasah Tutong is een bestuurslaag in het regentschap Aceh Besar van de provincie Atjeh, Indonesië. Meunasah Tutong telt 415 inwoners (volkstelling 2010).